# Zbigniew Rogalski
Zbigniew Rogalski (ur. 1974 w Dąbrowie Białostockiej) – polski artysta wizualny, malarz, twórca projektów fotograficznych oraz instalacji.

## Edukacja
W 1999 roku uzyskał dyplom na Wydziale Malarstwa ASP w Poznaniu w pracowni Jerzego Kałuckiego. W 2015 uzyskał doktorat na Wydziale Malarstwa gdańskiej ASP, a w 2020 uzyskał habilitację na Uniwersytecie Pedagogicznym im. Komisji Edukacji Narodowej w Krakowie.

## Twórczość
Z Hubertem Czerepokiem działał w duecie Magisters w latach 2000–2002. Robił wówczas fotografie oraz wideo. Współpracował również artystycznie z Michałem Budnym, Szymonem Rogińskim i Przemkiem Mateckim.
Obecnie zajmuje się głównie malarstwem.
Laureat Konkursu im. Eugeniusza Gepperta (2001).
W Anti Pop Cups (2000) przedstawia mozaikę barw, którą tworzą kubeczki wypełnione farbą. W bez tytułu (2003) portretował siebie samego zamalowującego całą powierzchnię obrazu, na której jest namalowany. Namalował obraz, na którym, on sam, maluje wizerunek Jacksona Pollocka na podstawie słynnej fotografii Hansa Namutha, która została zrobiona w momencie, kiedy pionier action painting zabierał się do malowania (2000), nawiązując w ten sposób do tradycji tautologicznej rejestracji procesu powstawania obrazu w obrazie. W cyklach obrazów Bohaterowie (2003-2005) oraz Windy (2005) wykorzystał motyw lustrzanego odbicia. Zwierciadło zostało zaprezentowane jako miejsce, w którym fikcja miesza się z rzeczywistością. Imiona Bohaterów, realnych, ale obudowanych mitami postaci, stały się własnością kultury masowej. Napisane na zaparowanej powierzchni łazienkowego lustra paradoksalnie stworzyły szczeliny, przez które możemy doświadczyć część zaprezentowanej na obrazie rzeczywistości. Windy o lustrzanej powierzchni "odbijają i ukrywają za sobą realność", a pośrednicy "pomiędzy tym, co odbite i tym, co za nimi ukryte", są wymienieni na nich z nazwiska: Fukuyama (2005), Žižek (2005) i Baudrillard (2005).
Związany z Galerią Raster. Mieszka i pracuje w Warszawie.
Prowadzi pracownię malarstwa na Wydziale Malarstwa i Nowych Mediów Akademii Sztuki w Szczecinie.

## Wystawy
- 2023
  - Homesick, Galeria Raster[4]
- 2022
  - Each Moment Like the First, Miejski Ośrodek Sztuki, Gorzów Wielkopolski[5]
- 2010
  - Paralaksa. Spojrzenia Zbigniewa Rogalskiego, Muzeum Sztuki, Łódź[6]
- 2009
  - ECHO, Centrum Sztuki Współczesnej Zamek Ujazdowski, Warszawa (wystawa indywidualna)[7];
  - Pierwszy śnieg, Galeria Arsenał, Białystok[8]
- 2006
  - Malarstwo Polskie XXI wieku, Zachęta, Warszawa;
  - Projekcja, Zachęta, Warszawa (z M. Budnym);
- 2005
  - Private Spring, Goettinger Kunstverein, Goettingen;
  - Śmierć Partyzanta, Raster, Warszawa (wystawa indywidualna)[9];
  - Zbigniew Rogalski – wystawa malarstwa, Entropia, Wrocław (wystawa indywidualna);
  - Thank You For The Music, Sprüth Magers Gallery, Munich;
  - Broniewski, Raster, Warszawa;
  - Prague Biennale 2;
  - Revenge on realism, Krinzinger Projekte, Wiedeń;
  - Malarstwo – zimne medium, Galeria Piekary, Poznań;
- 2004
  - Mute, Galerie Griedervonputtkamer, Berlin (wystawa indywidualna);
  - From My Window. Artists and their Territories, Ecole National Superieure des Beaux-Arts, Paryż;
  - Zasiedzenie, Arsenał, Poznań;
  - Pod flagą biało-czerwoną, Estonian Art Museum,Tallin;
- 2003
  - Autoportret pod płótnem, Galeria Arsenał, Białystok/Raster, Warszawa/BWA Zielona Góra/Kronika, Bytom (wystawa indywidualna);
  - Age of Romanticism, Palace of Arts, Lwów;
- 2002
  - Rowelucja, Raster, Warszawa;
  - Rybie oko, BGSW Słupsk;
  - Relax, Arsenał, Białystok;
- 2000
  - Child in Time, Galeria ON, Poznań (wystawa indywidualna);
  - Malarz, CSW Warszawa (wystawa indywidualna)[10];
  - Scena 2000, CSW Warszawa;
- 1999
  - Malarstwo, Arsenał, Białystok (wystawa indywidualna);
  - Najgroźniejsze pędzle, Królikarnia, Warszawa;
  - Polska abstrakcja analityczna, BWA Wrocław.